# Zarabie (Mszana Dolna)
Zarabie – część miasta Mszana Dolna (SIMC 0961248), w województwie małopolskim, w powiecie limanowskim, położona na lewym brzegu rzeki Raby (czyli za Rabą) 
Część miasta Mszana Dolna leżąca w jego północno-zachodniej części, 